# Alex Raphael Meschini
Alex Raphael Meschini (Cornélio Procópio, 25 maart 1982), beter bekend als Alex, is een Braziliaans voormalig voetballer die als middenvelder speelde.

## Clubcarrière

### Guarini
Alex debuteerde in 2003 voor Guarini en speelde in zijn eerste seizoen veertig wedstrijden, waarin hij zes doelpunten wist te scoren.

### Internacional
Zijn debuutseizoen bleef echter niet onopgemerkt, want Internacional kocht Alex in 2004 en betaalde circa 450.000 euro voor hem. Bij Internacional groeide Alex in vijf jaar uit tot een vaste waarde. Bij Internacional won Alex de CONMEBOL Libertadores in 2006 en later deden zij ook mee aan het FIFA WK voor clubs, waarin zij de finale verrassend wonnen van UEFA Champions League-winnaar FC Barcelona. Vanaf 2008 vormde hij een goed duo met Andrés D'Alessandro op het middenveld bij Internacional.

### Spartak Moskou
In februari 2009 vertrok Alex, naar meer dan 150 gespeelde wedstrijden, bij Internacional. Alex vertrok naar Spartak Moskou. Omdat dit team veel Zuid-Amerikaanse spelers had kon Alex zich makkelijk aanpassen. Na anderhalf seizoen werd Alex aanvoerder, hij nam de aanvoerdersband over van Martin Jiránek, die vertrok naar Engeland. Op 10 maart 2011 deed Alex Ajax in de UEFA Europa League behoorlijk pijn, door in de Amsterdam Arena de enige treffer te maken. In mei 2011 vertrok Meschini bij Spartak Moskou.

### Corinthians
In mei 2011 vertrok Meschini naar Corinthians, waar hij een eenjarig contract tekende. Hij won met Corinthians de Série A en won (voor de tweede keer) de CONMEBOL Libertadores, de belangrijkste Zuid-Amerikaanse clubprijs. 

### Al-Gharafa
Op 17 juli 2017 tekende Meschini een contract bij Al-Gharafa, dat circa zes miljoen euro betaalde aan Corinthians. Hij kwam daar te spelen met landgenoten Diego Tardelli en Afonso Alves.

### Terugkeer naar Corinthians
Op 20 juli 2013, ruim een jaar nadat hij naar Al-Gharafa vertrok, keerde Meschini terug naar Internacional en tekende een tweejarig contract. Meschini beëindigde zijn voetballoopbaan in 2016.

## Statistieken
| Seizoen | Club           | Land     | Competitie    | Wedstrijden | Doelpunten |
| ------- | -------------- | -------- | ------------- | ----------- | ---------- |
| 2003    | Guarani        | Brazilië | Série A       | 40          | 6          |
| 2004    | Internacional  | Brazilië | Série A       | 20          | 4          |
| 2005    | Internacional  | Brazilië | Série A       | 18          | 3          |
| 2006    | Internacional  | Brazilië | Série A       | 16          | 5          |
| 2007    | Internacional  | Brazilië | Série A       | 28          | 6          |
| 2008    | Internacional  | Brazilië | Série A       | 23          | 9          |
| 2009    | Spartak Moskou | Rusland  | Premjer-Liga  | 29          | 12         |
| 2010    | Spartak Moskou | Rusland  | Premjer-Liga  | 22          | 3          |
| 2011    | Spartak Moskou | Rusland  | Premjer-Liga  | 3           | 0          |
| 2011    | Corinthians    | Brazilië | Série A       | 28          | 6          |
| 2012    | Corinthians    | Brazilië | Série A       | 4           | 0          |
| 2012/13 | Al-Gharafa     | Qatar    | Qatari League | 19          | 5          |
| 2013    | Internacional  | Brazilië | Série A       | 18          | 0          |
| 2014    | Internacional  | Brazilië | Série A       | 28          | 5          |
| 2015    | Internacional  | Brazilië | Série A       | 24          | 1          |
| 2016    | Internacional  | Brazilië | Série A       | 22          | 1          |
| Totaal  |                |          |               | 406         | 95         |

## Erelijst
Internacional
- Campeonato Gaúcho: 2004, 2005, 2008, 2014, 2015
- CONMEBOL Libertadores: 2006
- FIFA Club World Cup: 2006
- CONMEBOL Recopa: 2007
- CONMEBOL Sudamericana: 2008

 Corinthians
- Campeonato Brasileiro Série A: 2011
- CONMEBOL Libertadores: 2012

Individueel
- Team van het Jaar – Campeonato Brasileiro Série A: 2008